# Mgławica Dusza
Mgławica Dusza (również IC 1848) – obszar H II (również mgławica emisyjna) znajdujący się w konstelacji Kasjopei w ramieniu Perseusza Drogi Mlecznej. Znajduje się w odległości około 6000 lat świetlnych od Ziemi. Nazwą IC 1848 (również OCL 364) określa się też powiązaną z Mgławicą Dusza gromadę otwartą odkrytą przez Edwarda Barnarda prawdopodobnie w późnych latach 90. XIX wieku. Gromada ta podświetla mgławicę, a jej jasność wynosi 6,5m.

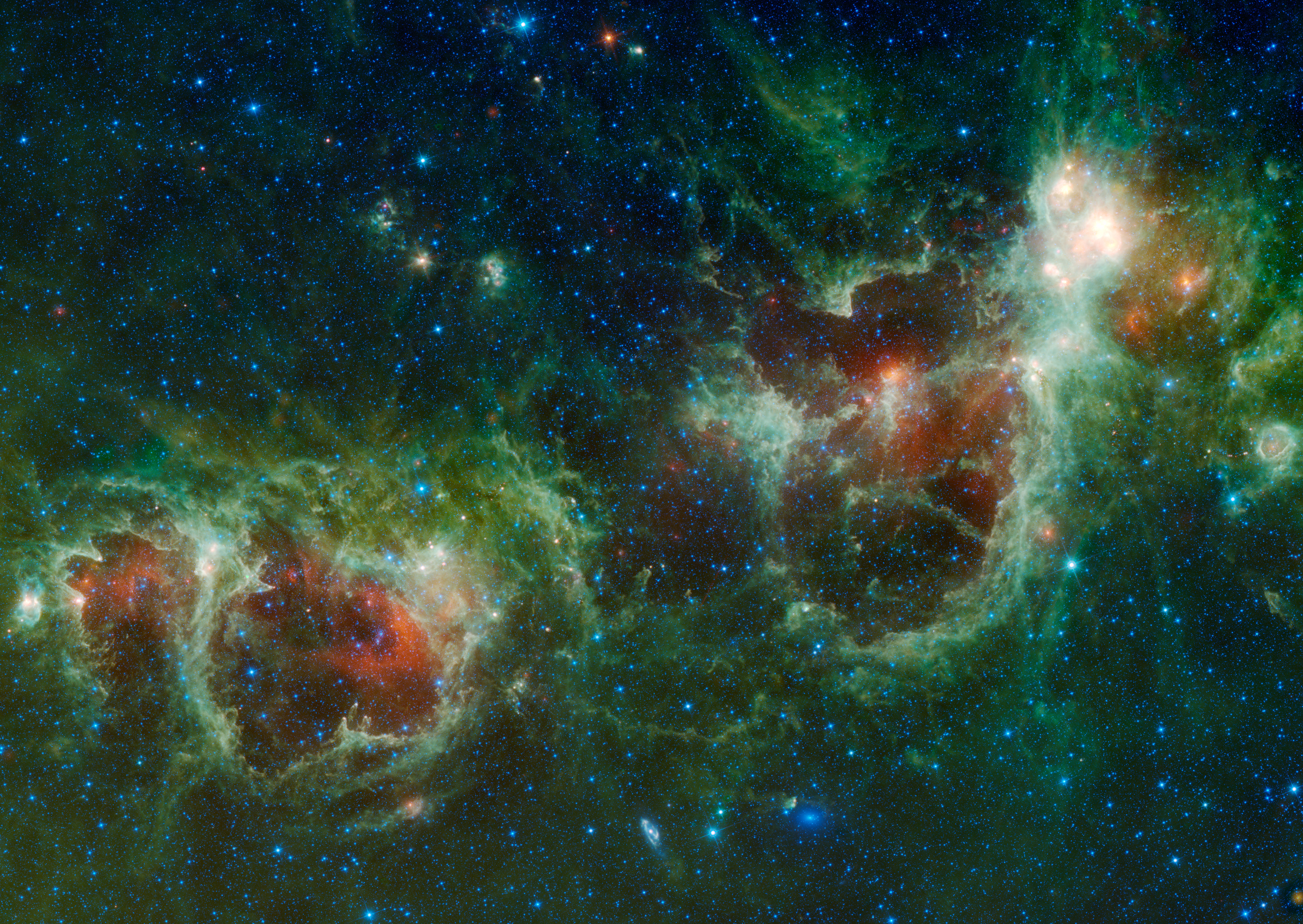
Mgławice Serce i Dusza, zdjęcie w podczerwieni z teleskopu WISE

Mgławica Dusza jest powiązana z mgławicą Serce (IC 1805). Razem mgławice te zajmują obszar około 300 lat świetlnych. Obie też emitują jasne czerwone światło wzbudzonego wodoru. Po wschodniej stronie IC 1848 znajduje się znacznie mniejsza mgławica IC 1871, oderwana od boku IC 1848. Młode masywne gwiazdy typu O i B oświetlają jarzące się obłoki emisyjne. Doprowadziło to do wyzwolenia wybuchów nowych procesów gwiazdotwórczych. Oświetlone przez masywne gwiazdy olbrzymie obłoki molekularne rozszerzają się tym samym sprężając otaczający je gęstszy ośrodek gazowy.